# Evodia cuspidata
Evodia cuspidata là một loài thực vật có hoa trong họ Cửu lý hương. Loài này được K.Schum. mô tả khoa học đầu tiên năm 1889.